# Paul Furrer

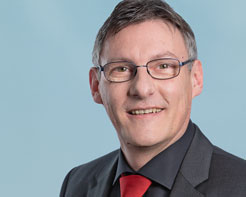
Der Schwyzer Kantonsrat Paul Furrer (2019)

Paul Furrer (* 16. Oktober 1963) ist ein Schweizer Politiker (SP) und wohnt in Schwyz.
Von 2007 bis 2020 gehörte er dem Schwyzer Kantonsrat an. Von 2013 bis 2020 war er SP-Fraktionspräsident und Mitglied der Ratsleitung. Von 2016 bis 2020 präsidierte er die kantonsrätliche Kommission für Gesundheit und Soziales.
Paul Furrer ist gelernter Konditor-Confiseur, Sozialpädagoge HF und diplomierter Heimleiter. Er arbeitet seit 1987 in der BSZ Stiftung für Menschen mit einer Beeinträchtigung und führt dort den Bereich Wohnen und Tagesstätte am Standort Seewen. Furrer ist ehemaliger Präsident und heutiger Vizepräsident der Wohnbaugenossenschaft St. Martin in Schwyz. Er ist verheiratet und hat drei Töchter.